# NK Omladinac Ćurlovac
NK Omladinac je nogometni klub iz Ćurlovca.
Trenutačno se natječe se u 1. ŽNL Bjelovarsko-bilogorskoj.